# Preuschoff-Rücken
Der Preuschoff-Rücken ist ein Gebirgszug im ostantarktischen Königin-Maud-Land. Er ragt unmittelbar westlich des Kayekamms im Mühlig-Hofmann-Gebirge auf. Zu ihm gehört unter anderen der Berg Hochlinfjellet.
Entdeckt und benannt wurde der Gebirgszug bei der Deutschen Antarktischen Expedition 1938/39 unter der Leitung des Polarforschers Alfred Ritscher. Namensgeber ist Franz Preuschoff, Flugzeugmechaniker der Lufthansa und Expeditionsteilnehmer.